# Arette
Arette település Franciaországban, Pyrénées-Atlantiques megyében. Lakosainak száma 1052 fő (2022. január 1.). Arette Lourdios-Ichère, Osse-en-Aspe, Lées-Athas, Isaba, Sainte-Engrâce, Lanne-en-Barétous, Aramits és Issor községekkel határos.

## Népesség
A település népességének változása:
| Lakosok száma | 1189 | 1166 | 1117 | 1094 | 1045 | 1023 | 1057 | 1074 | 1071 | 1052 |
|               | 1962 | 1975 | 1982 | 1999 | 2013 | 2015 | 2017 | 2019 | 2020 | 2022 |